# Arany Szarvas Gyógyszertár
Az Arany Szarvas Gyógyszertár ma már nem üzemelő műemlék-patika Miskolcon, a Széchenyi utca és az Erzsébet tér sarkán. Egyike volt Miskolc két első patikájának, amelyek 1762-ben nyíltak meg. 19. századi bútorzata  máig megmaradt.

## Története

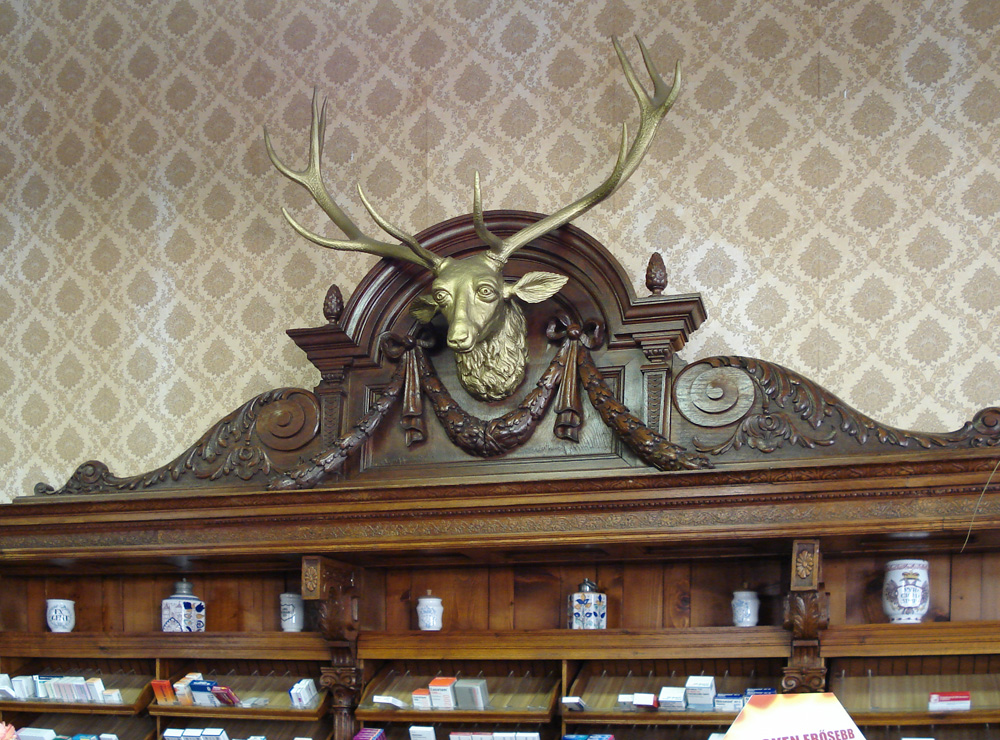
Az arany szarvas a gyógyszertár belső terében

A gyógyszertár első gyógyszerésze az egri dr. Trangus Illés (1704–1761) volt, akinek a patikanyitási kérelmét 1735-ben és 1736-ban tárgyalta a város testülete, végül 1739-ben engedélyezte, de a latin nyelvű irat nincs meg. Tényleges működési engedélyét 1858-ban kapta meg, más forrás szerint 1762-ben már működött. Az elérhető bizonyítékok alapján az 1869-es országos felmérés az 1762-es alapítási évszámot fogadta el. A városvezetés engedélyezte számára, hogy „nem színmézzel, hanem nádmézzel csinált reggeli italokat, vagyis rosalist” is árulhasson. Az „égetett bort” csakis városi árendátoroktól, korcsma-bérlőktől vásárolhatta, de a szükséges alapanyagokat kezdetben a Szepességból szerezte be. Dr. Trangus gyógyszertárát a lakóházában rendezte be, a mai Kossuth utca 7. alatti egykori házban, majd 1793-ban már a Széchenyi út 17. helyén volt teázóval egybeépített patikája. Gyógyszertárának jelképét, „egy kézzel faragott, fadarabokból összeállított, természetes nagyságú aranyozott szarvast” az egri kanonok ajándékozta a patikának, amelyet a gyógyszertár bejárata fölött helyeztek el. A nevezetes jelkép az idők folyamán tönkrement, ezért az 1960-as években a régi mintájára készült újra cserélték. A saroképület Városház téri oldalának ablakai felett egykor Deák Ferenc, Széchenyi István és Vörösmarty Mihály mellszobrai voltak láthatóak.
A gyógyszertár a 19. század első felében került a mai Széchenyi út 8. szám alatti épületbe. 1895-ben Rácz Jenő volt a gyógyszerésze, s a Rácz család az 1930-as évekig vezette a patikát. Új, immár végleges helyére, az Erzsébet téri sarokházba 1897 áprilisában költözött a patika. A házat, amely eredetileg 1812-ben épült, 1896–1898 között Adler Károly tervei szerint kibővítették, második emeletet húztak rá, és az új részt a mindenkori polgármester lakóházának, a földszintet pedig üzleteknek szánták. A gyógyszertár kínálatában a gyógyszereken kívül szépítőszerek, piperekellékek, háztartási szerek, valamint „saját készítményű különlegességek” is szerepeltek. A gyógyszertár berendezése az egykori Szőke Pál-féle bútorgyárban készült a 19. század végén, s értékes bútorzata a mai napig megmaradt. Az államosítás után a patika neve a „fantáziadús” 19/38-as gyógyszertár lett, noha a miskolciak mindig is Arany Szarvasnak nevezték.
Az Arany Szarvas (Aranyszarvas) a 2000-es évek elején tulajdonjogi viták miatt néhány évig zárva tartott, majd 2004 végén ismét kinyitott. További zavaros időszak után legutóbb 2015-ben zárt be, további sorsa bizonytalan. Egy 2021-es megállapodás alapján szecessziós stílusú patikabútora a Herman Ottó Múzeumba kerül.